# Спартакс (футбольний клуб, Юрмала)
Футбольний клуб «Спартакс» (латис. Futbola klubs „Spartaks”) — латвійський футбольний клуб із міста Юрмала, заснований 2007 року. З сезону 2012 виступає у вірслізі — найпрестижнішому чемпіонаті країни.

## Досягнення
- Чемпіон Латвії: 2016, 2017